# Barnabás Bene
Pour les articles homonymes, voir Bene (homonymie).
Dans le nom hongrois Bene Barnabás, le nom de famille précède le prénom, mais cet article utilise l’ordre habituel en français Barnabás Bene, où le prénom précède le nom.
Barnabás Bene (né le 27 août 1986) est un athlète hongrois, spécialiste du demi-fond et du cross-country.

## Biographie

### Palmarès
| Date | Compétition                            | Lieu                   | Résultat | Performance       |                |
| ---- | -------------------------------------- | ---------------------- | -------- | ----------------- | -------------- |
| 2004 | Championnats du monde juniors          | Grosseto               | 10e      | 1 500 m           | 3 min 48 s 12  |
| 2004 | Championnats d'Europe de cross-country | Heringsdorf            | 1er      | Individuel junior | 16 min 18 s    |
| 2005 | Championnats d'Europe juniors          | Kaunas                 | 1er      | 5 000 m           | 14 min 22 s 30 |
| 2005 | Championnats d'Europe de cross-country | Tilburg                | 1er      | Individuel junior | 18 min 41 s    |
| 2006 | Championnats d'Europe de cross-country | San Giorgio su Legnano | 1er      | Individuel espoir | 23 min 14 s    |
| 2007 | Championnats d'Europe en salle         | Birmingham             | 5e       | 1 500 m           | 3 min 45 s 58  |
| 2007 | Championnats d'Europe espoirs          | Debrecen               | 3e       | 1 500 m           | 3 min 44 s 47  |

### Records
| Épreuve      | Épreuve      | Performance   | Lieu         | Date            |
| ------------ | ------------ | ------------- | ------------ | --------------- |
| 1 500 mètres | En plein air | 3 min 39 s 87 | Nimègue      | 23 mai 2007     |
| 1 500 mètres | En salle     | 3 min 41 s 59 | Val-de-Reuil | 12 février 2011 |